# Comuna Žetale
Žetale (Občina Žetale) este o comună din Slovenia, cu o populație de 1.364 de locuitori (2002).

## Localități
Čermožiše, Dobrina, Kočice, Nadole, Žetale